# Gastrotheca spectabilis
Gastrotheca spectabilis é uma espécie de anfíbio anuros da família Hemiphractidae. Está presente no Peru. A UICN classificou-a como quase ameaçada.